# 5000 Volts
5000 Volts war eine britische Discoband bzw. ein Studioprojekt, das Mitte der 1970er Jahre insbesondere durch ihren Hit I’m on Fire in ganz Europa bekannt und populär wurde. Der Kern der Band bestand aus den Musikern Tony Eyers und Martin Jay und der Sängerin Tina Charles.

## Bandgeschichte
Bereits Ende der 1960er waren Jay und Charles gemeinsam in einer Band namens „Northern Lights“, danach trennten sich ihre Wege aber erst einmal wieder. Tina Charles startete eine Solokarriere.
Der damals in Großbritannien recht erfolgreiche Komponist und Studiomusiker Tony Eyers schrieb 1975 die Songs Bye Love und I’m on Fire und nahm eine Single mit Studiomusikern um den Gitarristen Martin Jay und Tina Charles auf.
In Deutschland wurde die Single zuerst unter dem Bandnamen „Airbus“ veröffentlicht. Als sie jedoch in Großbritannien erscheinen sollte, tauschte man A- und B-Seite, da I’m on Fire bei den Discjockeys besser angekommen war, und änderte außerdem den Namen in 5000 Volts. Auch in Deutschland wurde die geänderte Single nochmals herausgebracht mit dem Klammerzusatz „Airbus“.
Da Tina Charles in Großbritannien einen Exklusivvertrag mit CBS hatte, erschien ihr Name nicht auf dem Plattencover und für das Bandfoto wurde die britische Sängerin und Schauspielerin Luan Peters verpflichtet.
I’m on Fire erreichte am 8. Dezember 1975 Platz 1 der deutschen Hitparade. Europaweit war das Lied ein Top-Ten-Hit, in Schweden und Belgien erreichte es ebenfalls Platz 1, in Großbritannien kam der Song auf Platz 4 und sogar in den USA erreichte es im Oktober 1975 den 26. Platz.
Wegen des großen Erfolgs benötigte man nun eine richtige Band und so komplettierten Schlagzeuger Kevin Wells und Bassist Martin Cohen, die schon bei der Band „Northern Lights“ mit von der Partie gewesen waren, sowie Keyboarder Mike Nelson die Besetzung. Bei der nächsten Single Look Out, I'm Coming war Tina Charles auch offiziell die Sängerin, was aber nicht verhindern konnte, dass die Single in Großbritannien floppte. Auf dem Kontinent erschien das Lied als B-Seite von Motion Man und das wurde dort nochmals ein Charthit.
Zwischenzeitlich hatte Tina Charles aber auch zwei Solosingles aufgenommen, worüber es zu Streitigkeiten und schließlich zur Trennung kam. Tina Charles startete eine sehr erfolgreiche Solokarriere.
Neue Sängerin von 5000 Volts wurde Linda Kelly. Mit ihr nahm man die Single Doctor Kiss-Kiss auf, die noch einmal ein Top-Ten-Hit in Großbritannien wurde. Allerdings fehlte der Band die Stimme ihres größten Erfolgs und als weitere Singles ebenso wie ein Album mehr oder weniger floppten und in wenigen Ländern nur noch hintere Hitparadenplätze erreichten, löste sich die Band 1977 auf.

## Mitglieder
- Tony Eyers (* 29. August 1947 in Kopenhagen, Dänemark), Gitarrist, Produzent, Komponist
- Martin Jay (* 27. Juli 1953 in London), Gitarrist
- Tina Charles (* 10. März 1954 in London), Sängerin
- Linda Kelly, Sängerin
- Kevin Wells, Schlagzeuger
- Martin Cohen, Bassist
- Mike Nelson, Keyboarder

## Diskografie
Alben
- 5000 Volts (1976)

Singles
- I’m on Fire (1975)
- Look Out, I'm Coming (1975)
- Motion Man (1975)
- Doctor Kiss-Kiss (1976)
- Light the Flame of Love (1976)
- (Walkin' on a) Love Cloud (1977)